# Pingüins
Els pingüins són un grup d'espècies d'ocells no voladors que habiten l'hemisferi sud. Contràriament a la creença popular, els pingüins no habiten únicament en climes freds. Moltes espècies de pingüins habiten fins a les Illes Galàpagos. La majoria dels pingüins s'alimenten de krill, peix, calamars i altres criatures marines que capturen en les seves immersions submarines.
L'espècie més grossa és el pingüí emperador: els adults tenen una alçada mitjana d'1,1 metres, i pesen 30 o més quilograms. L'espècie més petita és el pingüí blau nan, el qual té típicament una alçada d'entre 35 i 40 centímetres i pesen al voltant d'1 quilogram. Generalment els pingüins més grossos retenen millor la calor i, per tant, habiten regions més fredes, mentre que les espècies més petites es troben en climes temperats i fins i tot tropicals.

## Taxonomia
Tradicionalment s'ha considerat que els pingüins formen per ells mateixos la família dels esfeníscids (Spheniscidae) i l'ordre dels esfenisciformes (Sphenisciformes). El nom de la família Spheniscidae va ser donat per Charles Lucien Bonaparte a partir del gènere Spheniscus, provinent de la paraula Grega σφήν sphēn ‘falca’ utilitzada per la forma de les aletes d'un Pingüí del Cap.
En la classificació de Sibley-Ahlquist, s'inclou la família Spheniscidae en l'ordre Ciconiiformes, dins la superfamília Procellarioidea. Classificat en 6 gèneres i 18 espècies, no sense controvèrsia, ja que alguns autors consideren fins a 20 espècies, totes en la subfamília dels esfeniscins (Spheniscinae).
- Gènere Aptenodytes
  - Pingüí reial (Aptenodytes patagonicus)
  - Pingüí emperador (Aptenodytes forsteri)
- Gènere Pygoscelis
  - Pingüí d'Adèlia (Pygoscelis adeliae)
  - Pingüí de corona blanca (Pygoscelis papua)
  - Pingüí carablanc (Pygoscelis antarcticus)
- Gènere Megadyptes
  - Pingüí ullgroc (Megadyptes antipodes)
- Gènere Eudyptula
  - Pingüí petit (Eudyptula minor). Alguns autors consideren la subespècie E. m. albosignata com una espècie diferent (E. albosignata).[6]
- Gènere Spheniscus
  - Pingüí del Cap (Spheniscus demersus)
  - Pingüí de Humboldt (Spheniscus humboldti)
  - Pingüí de les Galápagos (Spheniscus mendiculus)
  - Pingüí de Magallanes (Spheniscus magellanicus)
- Gènere Eudyptes
  - Pingüí de Fiordland (Eudyptes pachyrhynchus)
  - Pingüí de Sclater (Eudyptes sclateri)
  - Pingüí crestadaurat (Eudyptes chrysolophus)
  - Pingüí de Schlegel (Eudyptes schlegeli). Alguns autors han considerat aquesta espècie només com una varietat de color del pingüí de cresta daurada.
  - Pingüí salta-roques meridional (Eudyptes chrysocome).
  - Pingüí salta-roques septentrional (Eudyptes moseleyi)
  - Pingüí de les Snares (Eudyptes robustus)

## Anatomia i fisiologia

Les ales de pingüí tenen la mateixa estructura òssia general que les aus que volen, però els ossos són més curts i gruixuts per permetre'ls utilitzar-les com aletes. 1). Húmer 2). Os sesamoide 3). Radi 4). Cúbit 5). Os carpià radial 6). Carpometacarp 7). Falanges

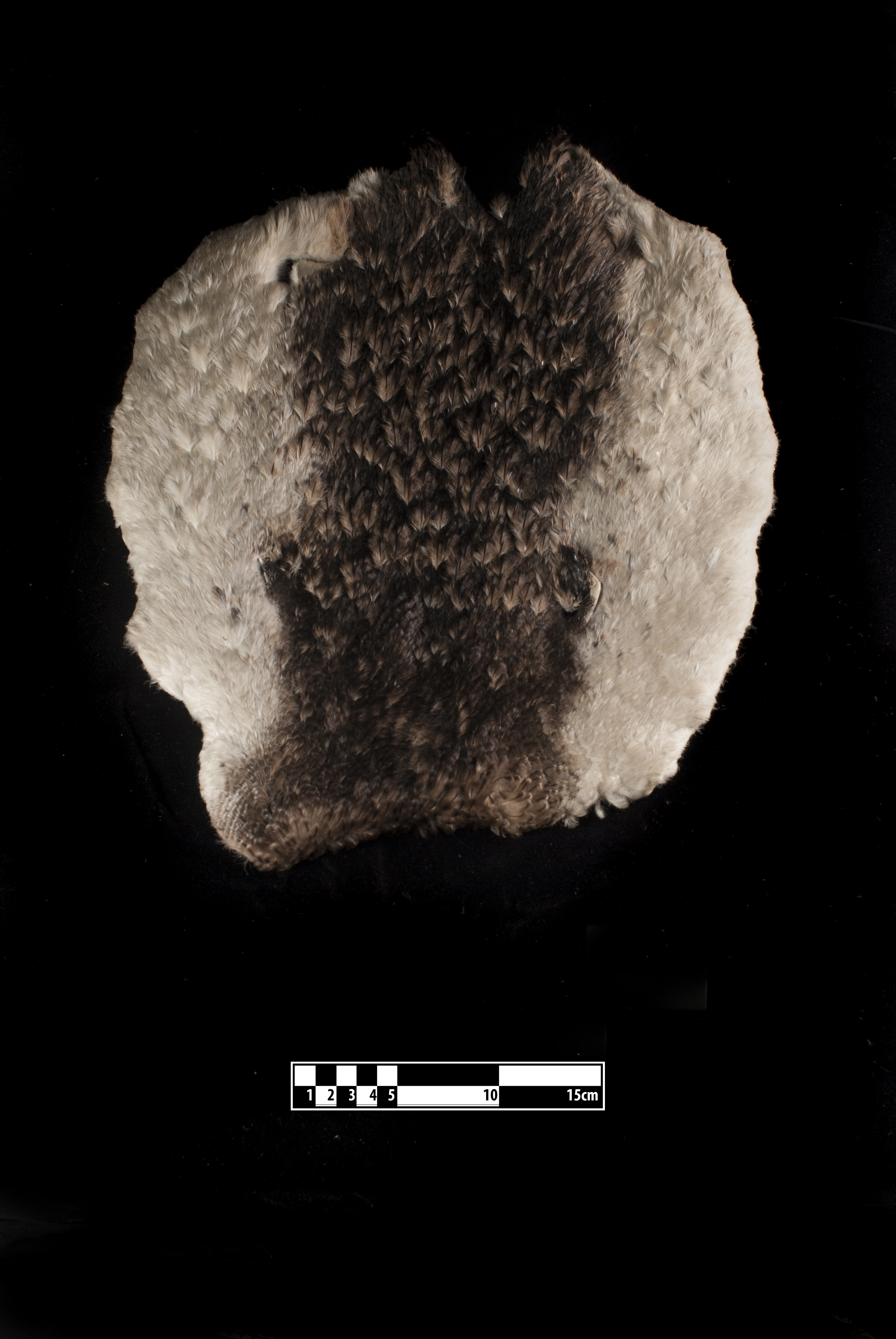
Pell de pingüí taxidermitzada

Els pingüins estan perfectament adaptats per a la vida aquàtica. Les seves ales han evolucionat fins a convertir-se en aletes, inútils per volar, però que els fa sorprenentment àgils a l'aigua. La natació dels pingüins s'assembla molt al vol dels ocells a l'aire. Dins del plomatge suau es preserva una capa d'aire, que assegura la flotabilitat. La capa d'aire també ajuda a aïllar els ocells en aigües fredes. A terra, els pingüins utilitzen la cua i les ales per mantenir l'equilibri i la postura vertical.
Tots els pingüins tenen contraombreig per camuflatge, és a dir, tenen l'esquena i les ales negres amb la part frontal blanca. Un depredador que mira des de baix (com ara una orca o una foca lleopard) té dificultats per distingir entre la panxa d'un pingüí blanc i la superfície reflectant de l'aigua, mentre que el plomatge fosc de l'esquena els camufla des de dalt.
Els pingüins de corona blanca són els ocells submarins més ràpids del món. Són capaços d'assolir velocitats de fins a 36 km per hora mentre busca menjar o escapa dels depredadors. També són capaços de submergir-se a profunditats de 170–200 metres. Els pingüins petits no solen submergir-se a grans profunditats; capturen les seves preses a prop de la superfície en immersions que normalment només duren un o dos minuts. Els pingüins més grossos poden submergir-se en les profunditats si els cal. Els pingüins emperador són els ocells que s'immergeixen a majors profunditats, poden submergir-se aproximadament fins a 550 metres mentre busquen menjar.
Els pingüins es balancegen sobre els seus peus o bé llisquen de panxa per la neu, un moviment descrit com baixar per un tobogan, mentre utilitzen els peus per impulsar-se i dirigir-se. Aquest moviment els permet conservar energia mentre es mouen ràpidament. També poden saltar amb els dos peus junts per moure's més ràpidament o creuar terrenys escarpats o rocosos.
Els pingüins tenen un sentit de l'oïda mitjà per als ocells; els pares i els pollets l'utilitzen per localitzar-se en colònies concorregudes. Els seus ulls estan adaptats per a la visió subaquàtica i són el seu principal mitjà per localitzar preses i evitar els depredadors; a l'aire s'ha suggerit que són miops, tot i que la investigació no ha donat suport a aquesta hipòtesi.

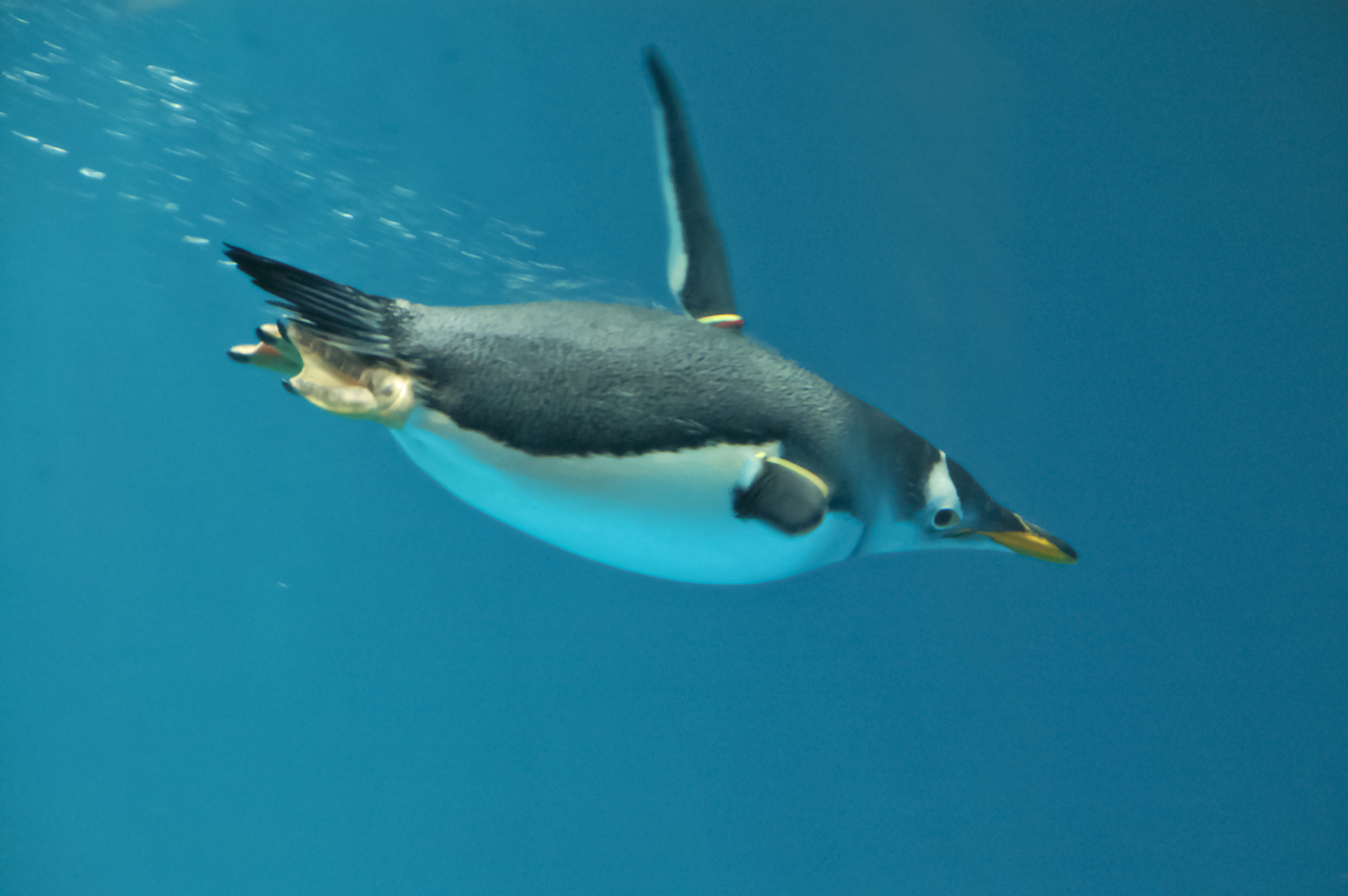
Pingüins de corona blanca nedant sota l'aigua a l'Aquari de Pingüins de Nagasaki

Els pingüins tenen una gruixuda capa de plomes aïllants que els manté calents a l'aigua (la pèrdua de calor a l'aigua és molt més gran que a l'aire). El pingüí emperador té una densitat màxima de plomes d'unes nou plomes per centímetre quadrat, que en realitat és molt inferior a la d'altres ocells que viuen en ambients antàrtics. Els pingüins també s'acaronen extensament.
El pingüí emperador és el pingüí que té la massa corporal més gran de tots, cosa que redueix encara més la superfície relativa i la pèrdua de calor. Són capaços de controlar el flux sanguini a les extremitats, reduint la quantitat de sang que es refreda, però evitant que les extremitats es congelin. En el fred extrem de l'hivern antàrtic, les femelles són al mar pescant menjar, deixant que els mascles s'enfrontin sols al clima. Sovint s'amunteguen per mantenir-se calents i roten de posicions per assegurar-se que cada pingüí estigui per torns al centre de la bossa de calor.
Els càlculs de la pèrdua de calor i la capacitat de retenció dels endotèrmics marins suggereixen que la majoria dels pingüins actuals són massa petits per sobreviure en ambients tan freds. El 2007, Thomas i Fordyce van escriure sobre la "llacuna heterotèrmica" que els pingüins utilitzen per sobreviure a l'Antàrtida. Tots els pingüins existents, fins i tot els que viuen en climes més càlids, tenen un intercanviador de calor a contracorrent anomenat plexe humeral. Les aletes dels pingüins tenen almenys tres branques de l'artèria axil·lar, que permet que la sang freda s'escalfi amb sang que ja s'ha escalfat i limita la pèrdua de calor de les aletes. Aquest sistema permet als pingüins utilitzar la calor corporal de manera eficient i explica per què aquests animals tan petits poden sobreviure en el fred extrem.
Poden beure aigua salada perquè la seva glàndula de sal filtra l'excés de sal del torrent sanguini. La sal s'excreta en un fluid concentrat des de les fosses nasals.
El gavot gegant de l'hemisferi nord, ara extingit, era superficialment similar als pingüins, i la paraula pingüí es va utilitzar originalment per a aquest ocell fa segles. Només tenen una relació distant amb els pingüins, però són un exemple de convergència evolutiva.

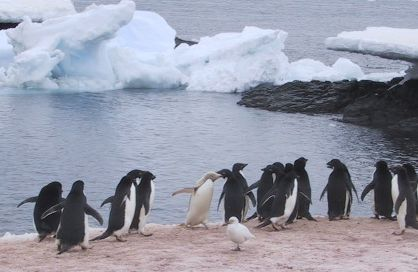
Un pingüí d'Adèlia isabelí a l'illa de Gourdin

Aproximadament un de cada 50.000 pingüins (de la majoria d'espècies) neix amb plomatge marró en lloc de negre. Aquests s'anomenen pingüins isabelins. L'isabelinisme és diferent de l'albinisme. Els pingüins isabelins tendeixen a viure vides més curtes que els pingüins normals, ja que no estan ben camuflats contra les profunditats i sovint són ignorats per aparellament.

## Distribució, habitat i conversació
Tot i que gairebé totes les espècies de pingüins són originàries de l'hemisferi sud, no es troben només en climes freds, com l'Antàrtida. De fet, només unes poques espècies de pingüins viuen tan al sud. Diverses espècies viuen a la zona temperada; el pingüí de les Galápagos, viu tan al nord com les illes Galápagos, però això només és possible gràcies a les aigües fredes i riques del corrent antàrtic de Humboldt que flueixen al voltant d'aquestes illes. A més, tot i que el clima de les regions àrtica i antàrtica és similar, no es troben pingüins a l'Àrtic.

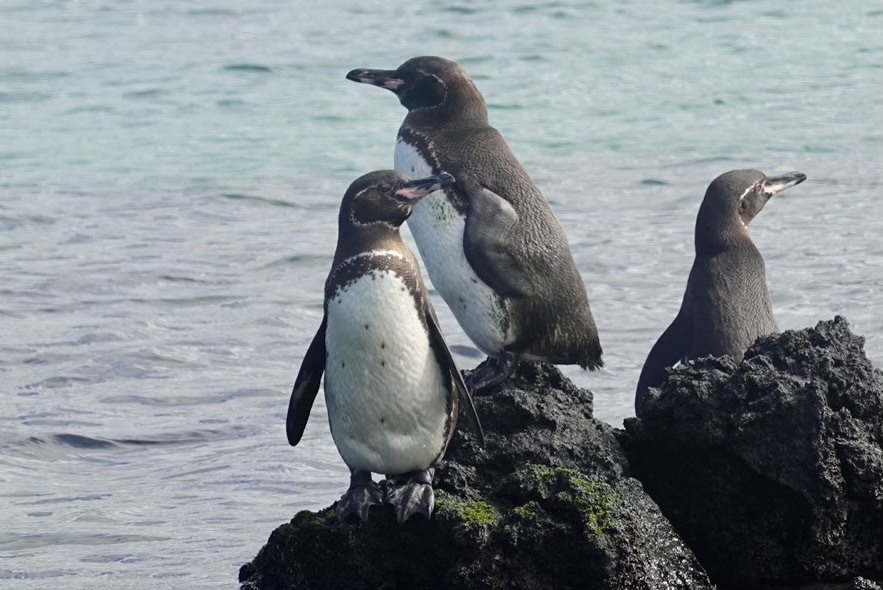
Pingüins de les Galápagos prop de l'illa Isabela

Diversos autors han suggerit que els pingüins són un bon exemple de la regla de Bergmann on les poblacions més corpulentes viuen a latituds més altes que les poblacions de cossos més petits, però hi ha cert desacord sobre això. Diversos altres autors han assenyalat que hi ha espècies de pingüins fòssils que contradiuen aquesta hipòtesi i que és probable que els corrents oceànics i les afloraments hagin tingut un efecte més gran en la diversitat d'espècies que la latitud per si sola.
Les principals poblacions de pingüins es troben a Angola, l'Antàrtida, l'Argentina, Austràlia, Xile, Namíbia, Nova Zelanda i Sud-àfrica. Les imatges i fotos de satèl·lit publicades el 2018 mostren que la població de 2 milions a la remota Ile aux Cochons de França s'ha esfondrat, amb prou feines 200.000 habitants restants, segons un estudi publicat a Antarctic Science.

### Estat de conservació
La major part de les espècies de pingüins vius tenen poblacions en declivi. Segons la Llista Vermella de la UICN, el seu estat de conservació va des de Menys Preocupació fins a En Perill d'Extinció.
| Espècie                                              | Estat de la Llista Vermella de la UICN | Tendència  | Individus madurs                                  | Última avaluació |
| ---------------------------------------------------- | -------------------------------------- | ---------- | ------------------------------------------------- | ---------------- |
| Pingüí emperador, Aptenodytes forsteri               | Quasi amenaçada                        | En declivi | Desconeguda                                       | 2019             |
| Pingüí reial, Aptenodytes patagonicus                | Preocupació menor                      | En augment |                                                   | 2020             |
| Pingüí petit, Eudyptula minor                        | Preocupació menor                      | Estable    | 469.760                                           |                  |
| Pingüí salta-roques meridional, Eudyptes chrysocome  | Vulnerable                             | Disminuint | 2.500.000                                         | 2020             |
| Pingüí crestadaurat, Eudyptes chrysolophus           | Vulnerable                             | Disminuint |                                                   | 2020             |
| Pingüí salta-roques septentrional, Eudyptes moseleyi | En perill d'extinció                   | Disminuint | 413.700                                           | 2020             |
| Pingüí de Fiordland, Eudyptes pachyrhynchus          | Vulnerable                             | Disminuint | 12.500–50.000                                     | 2020             |
| Pingüí de les Snares, Eudyptes robustus              | Vulnerable                             | Estable    | 63.000                                            | 2018             |
| Pingüí de Schlegel, Eudyptes schlegeli (discutit)    | Preocupació menor                      | Desconegut | 1.340.000–1.660.000 (millor estimació: 1.500.000) | 2021             |
| Pingüí de Sclater, Eudyptes sclateri                 | En perill d'extinció                   | Disminuint | 150.000                                           | 2020             |
| Pingüí ullgroc, Megadyptes antipodes                 | En perill d'extinció                   | Disminuint | 2.600–3.000                                       | 2020             |
| Pingüí d'Adèlia, Pygoscelis adeliae                  | Preocupació menor                      | En augment | 10.000.000                                        | 2020             |
| Pingüí carablanc, Pygoscelis antarcticus             | Preocupació menor                      | Disminuint | 8.000.000                                         | 2020             |
| Pingüí de corona blanca, Pygoscelis papua            | Preocupació menor                      | Estable    | 774.000                                           | 2019             |
| Pingüí del Cap, Spheniscus demersus                  | En perill crític d'extinció            | Disminuint | 19.800                                            | 2024             |
| Pingüí de Humboldt, Spheniscus humboldti             | Vulnerable                             | Disminuint | 23.800                                            | 2020             |
| Pingüí de Magallanes, Spheniscus magellanicus        | Preocupació menor                      | Disminuint | 2.200.000–3.200.000                               | 2020             |
| Pingüí de les Galápagos, Spheniscus mendiculus       | En perill d'extinció                   | Disminuint | 1.200                                             | 2020             |

## Pingüins cèlebres
- El sistema operatiu Linux ha agafat com a mascota oficial la imatge d'un pingüí (Tux), com el protagonista de Penguin Adventure va esdevenir la mascota de MSX.
- Chilly Willy és un personatge de dibuixos animats creat per Paul J. Smith per a Walter Lantz Studio el 1953.[50] i desenvolupat per Tex Avery.
- Pingu, protagonista d'una sèrie infantil d'animació amb plastilina.
- Els pinguïns de la pel·lícula d'animació Madagascar i la seva seqüela Els pingüins de Madagascar.
- El pingüí Gunter de la seria d'animació Hora d'aventures.
- Nils Olav, mascota i coronel en cap de la Guàrdia Reial de Noruega. Viu al zoològic d'Edimburg, Escòcia.